# Krasnobrodzkie Muzeum Parafialne w Krasnobrodzie
Krasnobrodzkie Muzeum Parafialne w Krasnobrodzie – muzeum położone w Krasnobrodzie. Placówka mieści się przy parafii Nawiedzenia Najświętszej Maryi Panny w Krasnobrodzie.
Placówka powstała w 1989 roku z inicjatywy miejscowego proboszcza, ks. Romana Marszalca. Jej otwarcia i poświęcenia w maju tegoż roku dokonał bp Bolesław Pylak. Natomiast w 1995 roku otwarto ekspozycję przyrodniczą. 
Aktualnie w muzeum prezentowane są następujące wystawy stałe:
- „Paleontologia – skamieniałości kredy górnej”, zawierająca zbiór około stu skamielin, pochodzących z okresu wczesnomastrychckiego,
- „Garncarstwo krasnobrodzkie”, ukazujące prace tutejszych garnczarzy (ostatni zmarli ok. 1985 roku),
- „Zbiory etnograficzne”, na którą składają się narzędzia rolnicze oraz przedmioty codziennego użytku, pochodzące z okolic Krasnobrodu,
- „Wieńce dożynkowe” - wystawa mieszcząca się w parafialnym spichlerzu, pochodzącym z 1795 roku,
- „Fauna i flora Roztocza”, zawierająca liczne gatunki tutejszych roślin oraz zwierząt.

W kompleksie zabudowań parafialnych mieści się również Krasnobrodzkie Muzeum Sakralne.